# ナポリ (アルバム)
『ナポリ』(Néapolis)は、イギリスのロックバンド、シンプル・マインズの11枚目のアルバム。1998年3月16日にリリース。

## 概要
1992年からデュオとして活動を続けていたシンプル・マインズだったが、1985年に脱退したベーシストのデレク・フォーブスが1996年7月にバンドに復帰。また1991年に脱退したドラマーのメル・ゲイナーも一時的にバンドに復帰し、「War Babies」でドラムを叩いている。プロデューサーは1982年リリースのアルバム『黄金伝説』のピーター・ウォルシュが再び務めた。1997年リリースのコンピレーション・アルバム『The Promised』リリース後にヴァージン・レコードとの契約が終わり、バンドは新しくクリサリス・レコードと契約する。翌1998年3月にアルバムはリリースされた。
キーボードやプログラミング、サンプリングを駆使したモダンなサウンドメイキングで新境地を開いたが全英最高19位と振るわず、プレスの評価もまずまずだった。1998年3月から7月までアルバムのプロモーションツアーに乗り出し、ツアー後にクリサリス・レコードとの契約を終える。ツアー後にフォーブスとゲイナーは再びバンドを脱退した。

## 収録曲
全曲ジム・カー、チャーリー・バーチルの作曲。
1. "Song for the Tribes" - 5:37
2. "Glitterball" - 4:55
3. "War Babies" - 5:03
4. "Tears of a Guy" - 4:48
5. "Superman v Supersoul" - 4:47
6. "Lightning" - 5:35
7. "If I Had Wings" - 4:43
8. "Killing Andy Warhol" - 5:16
9. "Androgyny" - 5:07

### 日本版ボーナス・トラック
1. "Don't You (Forget About Me) [Jam & Spoon Remix]" - 7:56
2. "Waterfront [Union Jack Remix]" - 7:24

## 参加ミュージシャン
- ジム・カー - ボーカル
- チャーリー・バーチル - ギター、キーボード、プログラミング
- デレク・フォーブス - ベースギター
- メル・ゲイナー - ドラムス (#3)

### その他ミュージシャン
- ハミルトン・リー - プログラミング
- マイケル・ニッグス、ジム・マクダーモット - ドラムス
- ザ・デュークス - ストリングス